# Adolf klarar skivan
Adolf klarar skivan är en svensk film från 1938, regisserad av Adolf Jahr.

## Handling
Adolf är inskriven hos en platsförmedling och får den del tillfälliga arbeten. På det sista uppdraget en dag träffar han Susette, som tittar nedlåtande på honom. Tillbaka på platsförmedlingen får han veta att hennes familj söker en hovmästare.
Han får jobbet, det går bra för honom och han är omtyckt av alla utom Susette. Till en middag lämnar en greve återbud och Adolf får då hoppa in och spela rollen som greven. I sinom tid avslöjas det att Adolf är greve Adolf von Jahn som precis har fått ett arv i form av en större mängd pengar och ett slott.

## Om filmen
Filmen spelades in på Djurgården i Stockholm 1937 och hade premiär på bio den 14 februari 1938 i Helsingborg och Malmö. Adolf klarar skivan var den första ljudfilm som Adolf Jahr regisserade på egen hand. Filmen är barntillåten och har visats vid ett flertal tillfällen på SVT och TV4.

## Rollista (i urval)
Källa: 
- Adolf Jahr – Adolf Jansson alias greve von Jahn
- Artur Cederborgh – fabrikör August Petterson
- Anna Hillberg – Adele Petterson, hans fru
- Eleonor de Floer – Susette Petterson, deras dotter
- Hilding Gavle – greve Sixten von Jahn
- Charley Paterson – direktör Sirius Jansson, ägare till Sydsvenska Chokladtrusten
- Eivor Engelbrektsson – Viola, Pettersons husa
- Elsa Jahr – Stina, Pettersons jungfru
- Viran Rydkvist – Liskulla, Pettersons kokerska
- Elsa Holmquist – Karin Hansson
- Linnéa Hillberg – Gullan Hansson, hennes mor
- Lotten Olsson – kommerserådinnan Bohman
- Arne Lindblad – Berg, tjänsteman på Allmänna Förmedlingsbyrån

## Musikstycken
- Det borde vara förbjudet med så vackra ögon, kompositör Kai Gullmar, text Gus Morris, sång Adolf Jahr
- Hon är min stora, stora kärlek, kompositör Kai Gullmar, text Gus Morris, sång Adolf Jahr[8]

## DVD
Filmen gavs ut på DVD 2005 tillsammans med komedin Adolf Armstarke.